# Politique des revenus
Une politique des revenus en économie est un ensemble de mesures de contrôle des salaires et des prix à l'échelle de l'économie, mises en place le plus souvent pour lutter contre l'inflation, et visent généralement à fixer salaires et prix en dessous des niveaux du marché libre. Ces politiques ont souvent été adoptées en temps de guerre. Pendant la Révolution française, la Loi du maximum général a imposé des contrôles des prix, sous peine de mort, pour tenter, sans succès, de maîtriser l'inflation. Des mesures similaires ont aussi été tentées après la Seconde Guerre mondiale. En temps de paix, les États-Unis ont instauré des politiques de revenus en août 1971 contre l’inflation. Les contrôles ont d'abord été efficaces, puis allégés en janvier 1973 avant d’être abandonnés, leur efficacité étant remise en cause.

## Théorie
Les politiques de revenus vont de simples lignes directrices volontaires à des gels obligatoires des salaires et des prix. Une variante, les "politiques de revenus fondées sur l’impôt" (TIPs), impose une taxe aux entreprises qui augmentent salaires ou prix au-delà d’une limite. Certains économistes estiment qu'une politique crédible peut prévenir l'inflation, mais elle interfère avec les signaux de prix, nuit à l'efficacité économique (en), crée des pénuries et nécessite une bureaucratie lourde, comme aux États-Unis dans les années 1970.
Certains estiment qu’elles sont moins coûteuses que les récessions pour maîtriser une inflation modérée. D'autres pensent que contrôles et récession peuvent se combiner pour lutter contre l'inflation. Ce type de politique serait plus efficace dans des secteurs concentrés (monopoles, oligopoles), nationalisés ou avec des syndicats forts. D'autres économistes voient l’inflation comme un phénomène essentiellement monétaire, à combattre par la maîtrise de la masse monétaire ou des taux d’intérêt.

## Exemples par pays

### France
Durant la Révolution française, la Loi du maximum limitait prix alimentaires et salaires. De nombreux contrevenants furent exécutés. La loi fut abrogée quatorze mois plus tard. Si elle échoua à rendre les aliments accessibles, elle permit de détourner l’attention des pénuries vers les marchands, parfois accusés injustement.

### États-Unis
Pendant la Seconde Guerre mondiale, le gouvernement Roosevelt créa l'Office of Price Administration (en). Durant la guerre de Corée, des contrôles similaires furent mis en place. En 1971, face à une inflation supérieure à 6 %, Richard Nixon imposa un gel de 90 jours des salaires et des prix. Il suspendit aussi la convertibilité du dollar en or, amorçant la fin du système de Bretton Woods. Ce gel, prolongé sur presque 1 000 jours (Phases I à IV), visait surtout les grandes entreprises et syndicats. Si l’inflation fut temporairement freinée, les effets à long terme furent instables, menant à des pénuries et des protestations.

### Canada
En 1975, le gouvernement Trudeau imposa des contrôles des prix et salaires via la loi anti-inflation (Anti-Inflation Act). La loi resta en vigueur jusqu’en 1978. L’organisme chargé de l’appliquer fut dissous en 1979.

### Royaume-Uni
Le National Board for Prices and Incomes (en) fut créé en 1965 par le gouvernement travailliste pour lutter contre l’inflation. Dans les années 1970, un contrat social proposa une modération salariale contre une modération des prix, inspiré de la politique américaine. Les contrôles cessèrent avec l’arrivée de Margaret Thatcher en 1979.

### Australie
Dans les années 1980, l’Australian Labor Party et les syndicats ont signé l'accord sur les prix et les revenus (en), visant à réduire l’inflation via une modération salariale en échange d’une hausse du salaire social (éducation, santé). L'accord fut affaibli après la récession de 1989-1992 et abandonné en 1996.

### Italie
L’Italie mit en place une politique de contrôle en 1971, mais l’abandonna rapidement pour se concentrer sur les prix du pétrole.

### Pays-Bas et Belgique
Le modèle polder (en) aux Pays-Bas repose sur un consensus tripartite entre syndicats, employeurs et gouvernement, via le conseil socio-économique (Pays-Bas) (en) (Sociaal-Economische Raad, SER). Ce modèle, amorcé par les Accords de Wassenaar (1982), a inspiré la Belgique.

### Nouvelle-Zélande
En 1982, le Premier ministre Robert Muldoon imposa un gel simultané des salaires, prix et taux d’intérêt. Ces mesures furent abolies par son successeur David Lange.

### Zimbabwe
En 2007, le gouvernement de Robert Mugabe imposa un gel des prix en réponse à l’hyperinflation, ce qui provoqua de graves pénuries.